# Lonchothrix emiliae
Lonchothrix emiliae és una espècie de mamífer rosegador de la família de les rates espinoses. És endèmica de la conca de l'Amazones (Brasil). Es tracta d'un animal nocturn i herbívor. El seu hàbitat natural són els herbassars de sorra blanca i els boscos de galeria. Està amenaçada per la desforestació del seu entorn natural.
Aquest tàxon fou anomenat en honor de l'ornitòloga germanobrasilera Maria Elizabeth Emilia Snethlage.